# A Nightmare on Elm Street 2: Freddy's Revenge
A Nightmare on Elm Street 2: Freddy's Revenge és una pel·lícula estatunidenca de 1985, dirigida per Jack Sholder; es tracta de la continuació de l'èxit del cinema de terror/slasher de A Nightmare on Elm Street (1984), on torna amb els assassinats de Freddy Krueger, però aquest cop, causats des del cos d'un adolescent.

## Argument
Jesse s'ha mudat a l'antiga casa de Nancy Thompson a Elm Street. Poc després, començaran els malsons i, no gaire després, rebre una visita de l'antic propietari dels malsons, Freddy Krueger. A partir d'aquell moment, l'assassí anirà posseint al noiet amb l'oportunitat de tornar a la vida per tornar a sembrar el terror en el món real.

## Càsting
- Mark Patton: Jesse Walsh
- Kim Myers: Lisa Webber
- Robert Englund:  Freddy Krueger/conductor d'autobús
- Robert Rusler: Ron Grady
- Clu Gulager: Ken Walsh
- Hope Lange: Cheryl Walsh
- Christie Clark: Angela Walsh
- Marshall Bell: entrenador Schneider
- Melinda O. Fee: Sra. Webber
- Tom McFadden: Eddie Webber
- Sydney Walsh: Kerry

## Crítica
Els crítics no van rebre gaire bé el llargmetratge. Ja que es canviava gairebé la identitat del mateix assassí, Krueger, pel d'un adolescent perdut.
La pel·lícula va costar 3.000.000 de dòlars, i va rebentar la taquilla amb 29 milions de dòlars a USA.

## Pel·lícules de la saga
- Malson a Elm Street, de 1984
- A Nightmare on Elm Street 2: Freddy's Revenge, de 1985
- Malson a Elm Street 3, de 1987
- Malson a Elm Street 4, de 1988
- Malson a Elm Street 5: El nen somiador, de 1989
- Freddy's Dead: The Final Nightmare, de 1991
- El nou malson, de 1994
- Freddy vs. Jason, de 2003
- Malson a Elm Street. L'origen, de 2010